# ريال مدريد موسم 1956–57

موسم 1956–57 هو الموسم الرابع والخمسين لنادي ريال مدريد لكرة القدم والموسم السادس والعشرين على التوالي للنادي في الدوري الإسباني الممتاز.